# Bert Sprotte
Bert Sprotte (Chemnitz, 9 dicembre 1870 – Los Angeles, 30 dicembre 1949) è stato un attore tedesco, che tra il 1918 e il 1938 prese parte a oltre 77 film americani.

## Filmografia parziale
- Selfish Yates, regia di William S. Hart (1918)
- Il fuggiasco (The Border Wireless, regia di William S. Hart (1918)
- The Shepherd of the Hills, regia di Louis F. Gottschalk e Harold Bell Wright (1919)
- Il fantasma nella tempesta (Jes' Call Me Jim), regia di Clarence G. Badger (1920)
- The Blazing Trail, regia di Robert Thornby (1921)
- A Question of Honor, regia di Edwin Carewe (1922)
- Soul of the Beast, regia di John Griffith Wray (1923)
- Singer Jim McKee, regia di Clifford Smith (1924)
- Il manto di ermellino (The Lady in Ermine), regia di James Flood (1927)
- Il capitano degli Ussari (The Stolen Bride), regia di Alexander Korda (1927)
- La vita privata di Elena di Troia (The Private Life of Helen of Troy), regia di Alexander Korda (1927)